# گوگولسترون
گوگولسترون (به انگلیسی: Guggulsterone) یک ترکیب شیمیایی با شناسه پاب‌کم ۶۴۳۹۹۲۹ است. 